# Versuchsstelle für Kraftfahrt

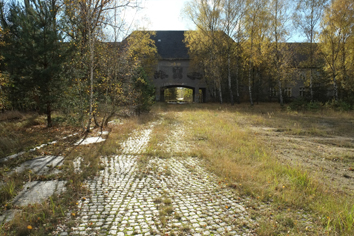
Hauptgebäude der Neuen Verskraft, Kummersdorf-Gut 2013

Die Versuchsstelle für Kraftfahrt, nach damaligem Sprachgebrauch kurz Verskraft, war bis 1945 eine Dienststelle des Heereswaffenamtes, Abteilung WaPrüf 6 (Kraftfahrzeuge und Kampfwagen) in Kummersdorf.

## Geschichte

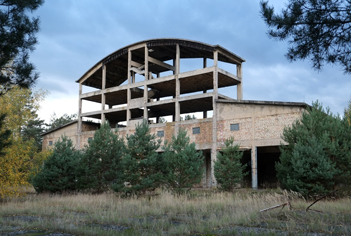
Montagehalle für die „Maus“ auf dem Gelände der Neuen Verskraft, Heeresversuchsstelle Kummersdorf 2013

Nachdem man im Verlaufe des Ersten Weltkrieges die Notwendigkeit automobiler Kriegsführung erkannte, wurde eine verstärkte Heeresmotorisierung angestrebt. 1917 errichtete man in Kummersdorf eine „Versuchsstelle für Förderbahn- und Kraftwagenbetrieb“. Die dazugehörigen Rund- und Teststrecken lagen bei der Gemeinde Gottow. 1926 entstand die Kraftfahr-Versuchsstelle „Verskraft“ auf dem Gelände des Schießplatzes Kummersdorf, westlich der Kasernen an der Schießbahn Ost.

In den 1930er Jahren wurde das inzwischen von der Heeresversuchsanstalt Kummersdorf genutzte Gelände jedoch aufgrund gewachsener Anforderungen zu klein und es entstand auf einem Areal etwas weiter südöstlich (an der Luckenwalder Straße) ab 1938 die Neue Verskraft. Das Testgelände für Fahrzeuge aller Art befand sich nun südöstlich davon, bei den Schlagebergen um Horstwalde.

## Aufgaben
Die Verskraft erprobte u. a. sämtliche Prototypen deutscher Panzer (bis hin zum Panzerkampfwagen VIII Maus) sowie Beute-Panzer des Zweiten Weltkrieges, Kräder, NSU Kettenkrad, LKWs, Zugkraftwagen, Halbkettenfahrzeuge, Raupenschlepper Ost, VW Kübel- und VW Schwimmwagen und vieles mehr. Neben Verwaltung, Unterkünften, Werkstätten, Prüfständen und Fahrzeughallen gab es zwecks Erproben unter extremen Bedingungen Staubkammern sowie eine Halle für Klima-Simulation.

## Außenstellen

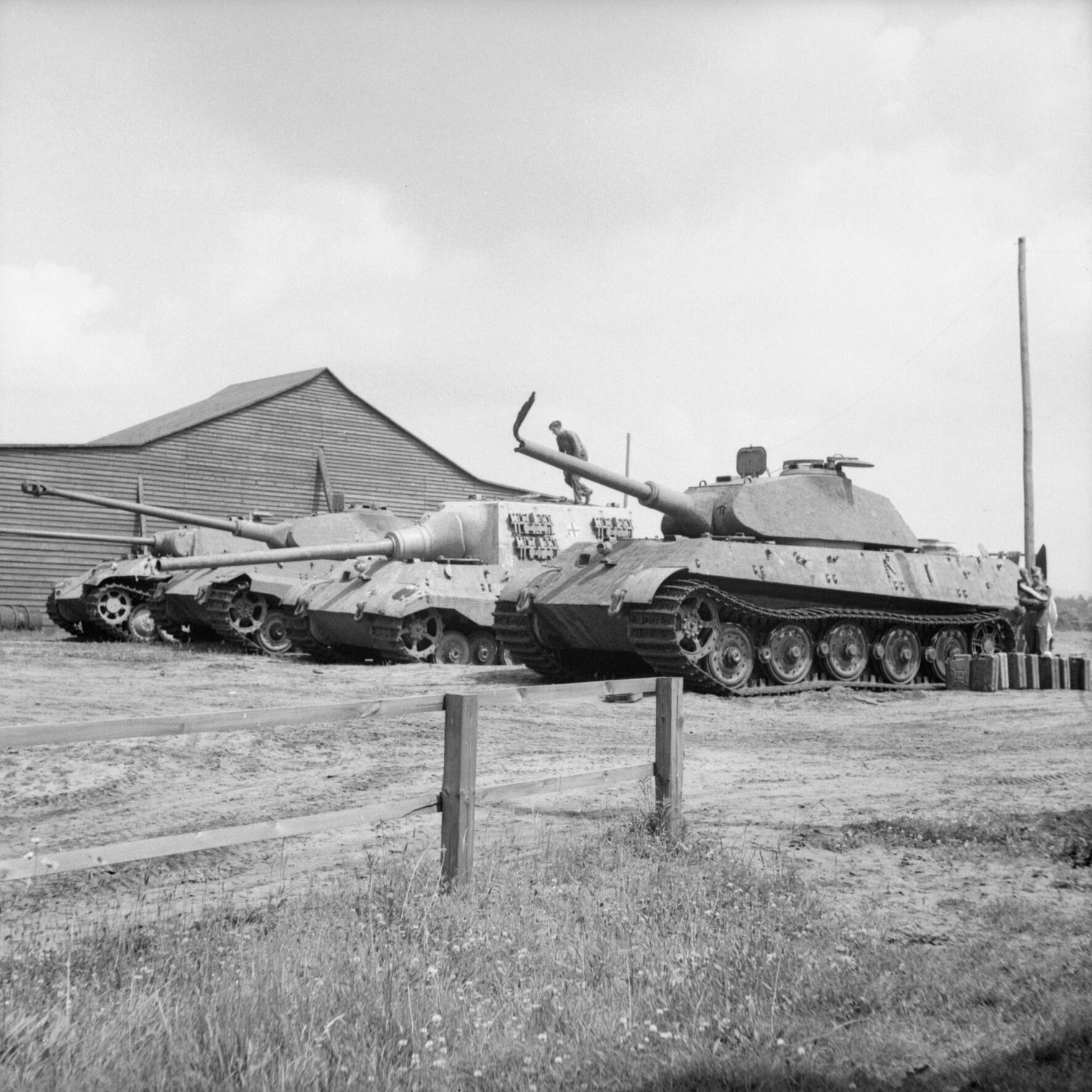
Henschel Panzerversuchsstation 96 mit Panzern (Haustenbeck, 1945)

Zur Erprobung von Kraftfahrzeugen unter entsprechenden Gelände- und Witterungsbedingungen gab es Außenstellen in Putlos (Schleswig-Holstein), in Berka-Großenlupnitz (Thüringen) und seit 1939 in Sankt Johann (Tirol). Auch in den besetzten Gebieten wurde erbeutetes Material von Mitarbeitern der Verskraft getestet und ausgewertet.
Panzerversuchsanstalt 96
Auf dem Truppenübungsplatz Senne wurde ab 1934/35 von den Henschelwerken in Verbindung mit der Abteilung WaPrüf 6 die Panzerversuchsstation 96 betrieben, (Standort) was sowohl für die Henschelwerke in Kassel wie auch für die Friedrich Krupp AGe in Essen wegen der im Vergleich zu Kummersdorf kürzeren Wege vorteilhaft für kurzfristige Maßnahmen war. Zahlreiche Prototypen wurden bei der Panzerversuchsstation 96 umfangreich getestet, was was unter anderem zu Fahrversuchen, Schießversuchen, Tauchversuchen und Gasdichtigkeitsprüfungen bekannt ist. Zusätzlich wurden die Panzerverbände des Truppenübungsplatzes Senne von der Panzerversuchsstation 96 auf neue Panzer-Modelle eingewiesen und geschult. Im April 1945 beschlagnahmten zuerst die US-Streitkräfte die Einrichtung nebst Material und etlichen Prototypen. In der Folge untersuchten Amerikaner und später britische Streitkräfte das Material und nutzen die Einrichtung für eigene Erprobungen.

## Nach 1945
Mit dem Ende des Zweiten Weltkrieges endete auch die Tätigkeit der Verskraft und Kummersdorf wurde von der sowjetischen Roten Armee besetzt. Anschließend waren hier Einheiten der 64. mobilen Brigade (64 автомобильная бригада, Куммерсдорф-Гут) der Gruppe der Sowjetischen Streitkräfte in Deutschland (GSSD) bzw. der Westgruppe kaserniert. Seit dem Abzug der Westgruppe 1994 wartet das Gelände der Verskraft auf eine neue Nutzung. Bis zum Jahre 2012 war in einigen Hallen das private Technikmuseum Kummersdorf untergebracht.
Obwohl das Areal von einem Wachschutz kontrolliert wird, tragen Metalldiebstahl und Vandalismus zum weiteren Verfall bei.

### Testgelände Horstwalde
Die sowjetischen Truppen nutzten das Testgelände bei Horstwalde zur Ausbildung von Militär-Kraftfahrern.

Ab 1957 betrieb auch die Nationale Volksarmee (NVA) ein Versuchs- und Erprobungsgelände für Kraftfahrzeuge und Militärtechnik, dieses gliederte man 1975 in das Militärtechnische Institut (MTI) in Königs Wusterhausen ein. Ebenso führte die zivile Fahrzeugindustrie der DDR hier Werkserprobungen durch.

1990 wurde aus dem MTI das „Institut für Produktprüfung und Industrietoxikologie“ (IPI) und Teil des Amtes für Standardisierung, Messwesen und Warenprüfung (ASMW). Nach dessen Auflösung im gleichen Jahr übernahm die Bundesanstalt für Materialforschung und -prüfung (BAM) das Areal.

1995 wurde der Förderverein der Verkehrs-Versuchsanlage Horstwalde e.V. (FKVV) gegründet, dieser pachtete das Testgelände und betreibt dort eine Off-Road-Strecke.